# Elettrotreno FS ETR.103-104
Il Pop (classificato con le sigle ETR.103, ETR.104 ed ETR.204) è un elettrotreno costruito dalla Alstom a Savigliano, appartenente alla famiglia Coradia Stream, destinato ai servizi ferroviari regionali di diverse imprese italiane. Il treno è impiegato presso molte imprese ferroviarie italiane; Trenitalia ha in dotazione la maggior parte di questo tipo di treni, ma ve ne sono diversi in esercizio presso Trenitalia Tper, Ferrovie del Sud Est, Trenord, Trasporto Ferroviario Toscano, Ferrotramviaria, Ferrovie del Gargano, TUA ed Infrastrutture Venete; ciascun operatore ha attribuito un proprio nome commerciale a tali elettrotreni; fanno eccezione le società del Gruppo delle Ferrovie dello Stato Italiane (Trenitalia, Trenitalia Tper e Ferrovie del Sud Est) che adottano congiuntamente la denominazione Pop, mentre Trenord utilizza la denominazione Donizetti.
La prima regione a riceverli è stata l'Emilia-Romagna, seguita da Liguria, Veneto, Lazio, Campania, Piemonte e Friuli-Venezia Giulia.

## Livree

### Livrea DPR
Sin dall'entrata in servizio, i convogli di Trenitalia, Ferrovie del Sud Est e Trenitalia Tper adottano la livrea DPR.  

#### Trenitalia
Operanti in quasi tutte le regioni, oltre al logo societario di Trenitalia e lo stemma della Regione per la quale prestano servizio, vi sono alcune aggiunte e varianti in ogni regione in cui sono in uso, ad esempio il leone di San Marco sui treni in uso in Veneto o l'hashtag #EuropeLoveSicily sui treni in uso in Sicilia. In altre regioni, come in Liguria, Puglia e Basilicata non è prevista nessuna variante ma solo l'uso della livrea DPR e lo stemma della regione per la quale prestano servizio.  
A partire da ottobre 2024 i convogli di Trenitalia verranno mano a mano ripellicolati nella nuova livrea “Regionale”.  
Un paio di esemplari hanno ricevuto livree pubblicitarie, a seguito di accordi di collaborazione stipulati da Trenitalia: l’ETR 103.031 (3 casse) in forza alla DTR Abruzzo e gli ETR 104.010, 011, 032, 064, 070, 076, 078, 080 (4 casse) hanno ricevuto una livrea dedicata al Giro d'Italia, l’ETR 104.119 (4 casse) in forza alla DTR Puglia ha ricevuto una livrea dedicata all'evento “Red Bull Cliff Diving - Polignano a Mare" e l’ETR 104.125 (4 casse), sempre in forza alla DTR Puglia, ha ricevuto una livrea dedicata al concerto “Negramaro n. 20”.  

#### Trenitalia Tper
Tutti operanti in Emilia-Romagna e regioni limitrofe, oltre al logo societario, ingrandito a dimensione occupante l'ultimo finestrino situato presso le casse di testa e di coda dei treni, il solo stemma della Regione Emilia-Romagna, situato presso i vestiboli di testa e di coda. 
Un solo esemplare ha ricevuto livree pubblicitarie, a seguito di accordi di collaborazione stipulati da Trenitalia Tper: l'l’ETR 104.029 ha ricevuto una livrea dedicata all’“81° Open d'Italia Golf”. 

#### Ferrovie del Sud Est
Tutti operanti in Puglia, oltre al logo societario lo stemma della Regione Puglia, vi sono anche gli stemmi del Ministero delle Infrastrutture e dei Trasporti e del Fondo per lo sviluppo e la coesione, tutti situati in alto, presso le casse di testa e di coda dei treni.

### Altre livree
I convogli di Trasporto Ferroviario Toscano e di Trasporto Unico Abruzzese adottano, invece, una livrea ibrida tra la livrea societaria e la variante della livrea DPR di Trenitalia, con filetti in due tonalità di verde-acqua (tipico dei convogli TFT) in luogo del giallo e del blu per l'operatore toscano, e tonalità di verde in luogo delle tonalità blu su tutto il convoglio per la società abruzzese, oltre ad un grigio leggermente più chiaro.
Trenord, Ferrotramviaria, Ferrovie del Gargano, Infrastrutture Venete e Trentino Trasporti adottano le livree delle rispettive società.

## Servizi e caratteristiche

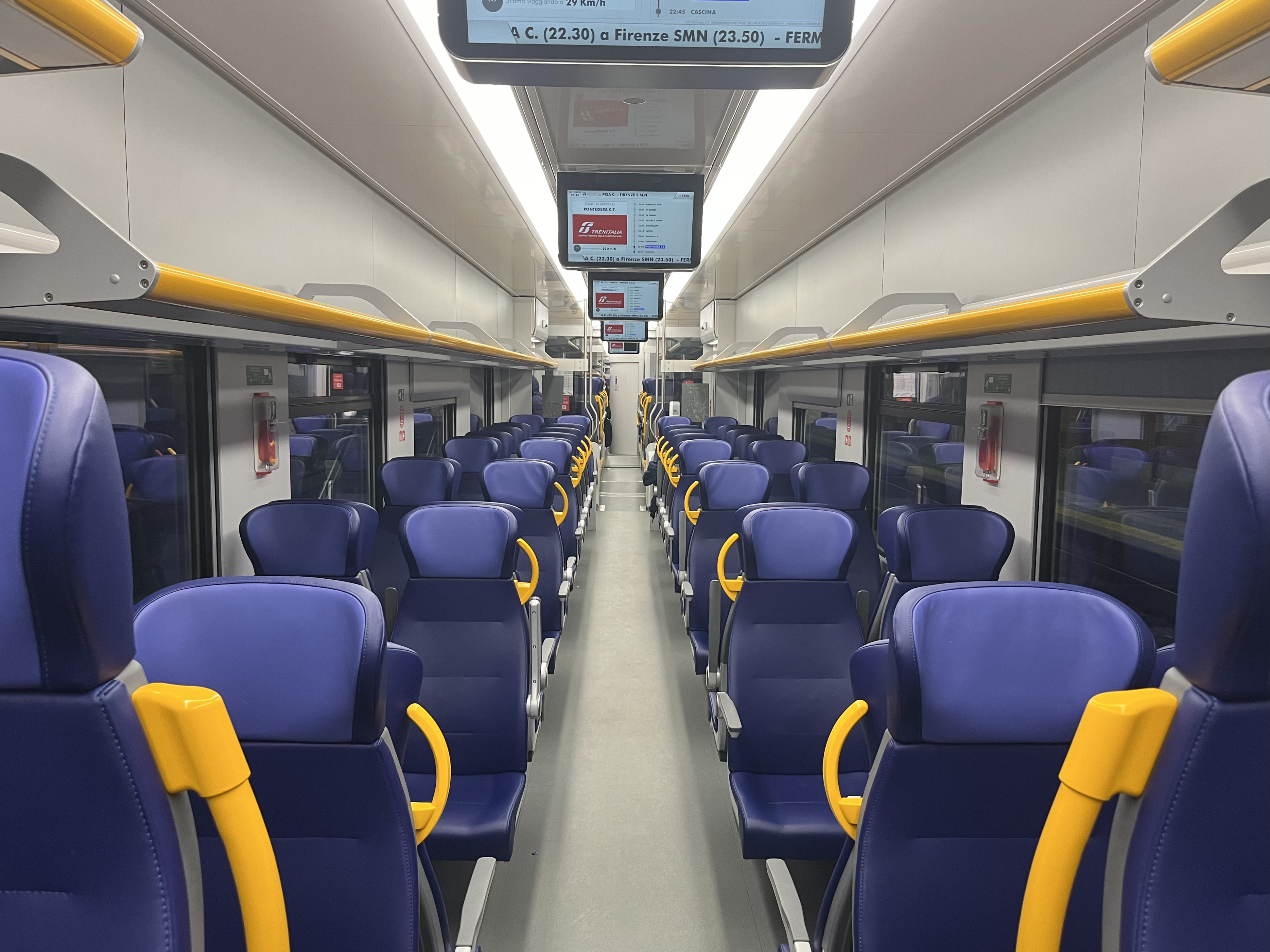
Interno dell'ETR 104 "Pop" di Trenitalia.

Si tratta di un elettrotreno a piano singolo, a 3 (ETR.103) o 4 casse (ETR.104/204), dotato di 4 motori di trazione; fa parte della famiglia Coradia Stream e viaggia a una velocità massima di 160 km/h. La variante ETR.204 utilizzata da Trenord differisce dall'ETR.104 per l'aggiunta di una piccola area di prima classe e per la presenza di due bagni (sugli ETR 103/104 invece ne è presente uno solo). È attualmente in produzione una versione da 8 casse (ETR.108) e velocità massima di 200 km/h per la regione Umbria.
Il convoglio può caricare, nella configurazione più lunga, fino a 509 persone, e i convogli possono essere uniti tra di loro in comando multiplo. Gli interni sono modulari ed è possibile utilizzare uno spazio normalmente occupato da 4 posti a sedere per installare un portabagagli aggiuntivo oppure un distributore automatico di spuntini e bevande, elemento che con il Pop è presente per la prima volta su un treno regionale italiano. Nella versione per il servizio ferroviario metropolitano di Napoli è stato ridotto il numero di posti a sedere per favorire la capacità di carico, come già era stato fatto sulle automotrici ALe 724 impiegate in precedenza sugli stessi servizi.
Le sedute sono tutte dotate di prese USB e prese elettriche a 230 V. L’illuminazione di bordo, realizzata con luce a LED, si regola automaticamente in base alla quantità di luce ambientale presente, e i grandi finestrini consentono un maggior ingresso di luce naturale.
La circolazione dei passeggeri è ottimizzata grazie ad ampi corridoi conformi alla normativa UIC567 e adatti alle persone con ridotta mobilità.
Il convoglio è progettato con una particolare attenzione al comfort climatico interno; è presente un impianto di condizionamento e ventilazione regolabile in funzione del numero di passeggeri e le porte (scorrevoli a doppia anta, posizionate a filo banchina) vengono aperte e chiuse manualmente dai passeggeri (tramite tasti a sfioramento) per ridurre lo scambio termico con l'esterno.
Il sistema informativo a bordo del Pop è gestito dal Gruppo FS per quanto riguarda i convogli di Trenitalia, Trenitalia Tper e Ferrovie del Sud Est, mentre per tutti i convogli delle altre imprese ferroviarie è gestito da AlmavivA, entrambi i sistemi informativi sono integrati con l’infrastruttura di terra di ogni singola impresa ferroviaria ed è provvisto di display LCD nelle carrozze visibili da ogni punto del treno, che visualizzano le informazioni di viaggio e/o contenuti di intrattenimento audiovisivo, ed è presente una rete Wi-Fi accessibile ai passeggeri e al personale di bordo. Le informazioni di viaggio, oltre che sui display interni, vengono visualizzate anche sui monitor a LED gialli alle estremità e sulle fiancate del mezzo. La sicurezza è garantita da un sistema di telecamere digitali di videosorveglianza, con visualizzazione delle immagini sui monitor, e da un impianto antincendio ad intervento automatico. Un sistema di conteggio dei passeggeri permette il controllo dell'affluenza a bordo.

## Galleria d'immagini

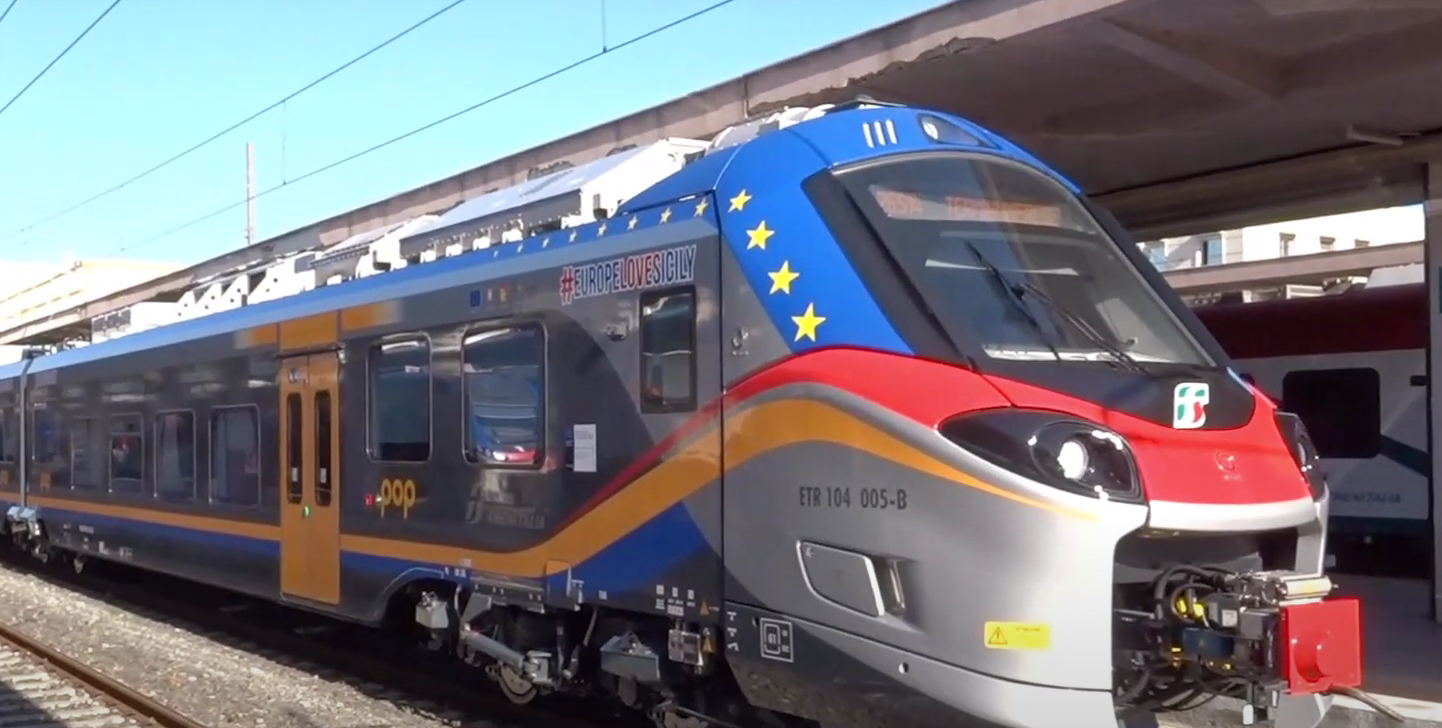
L'ETR.104.005 nella stazione di Palermo Centrale, con la livrea dedicata alla Sicilia.
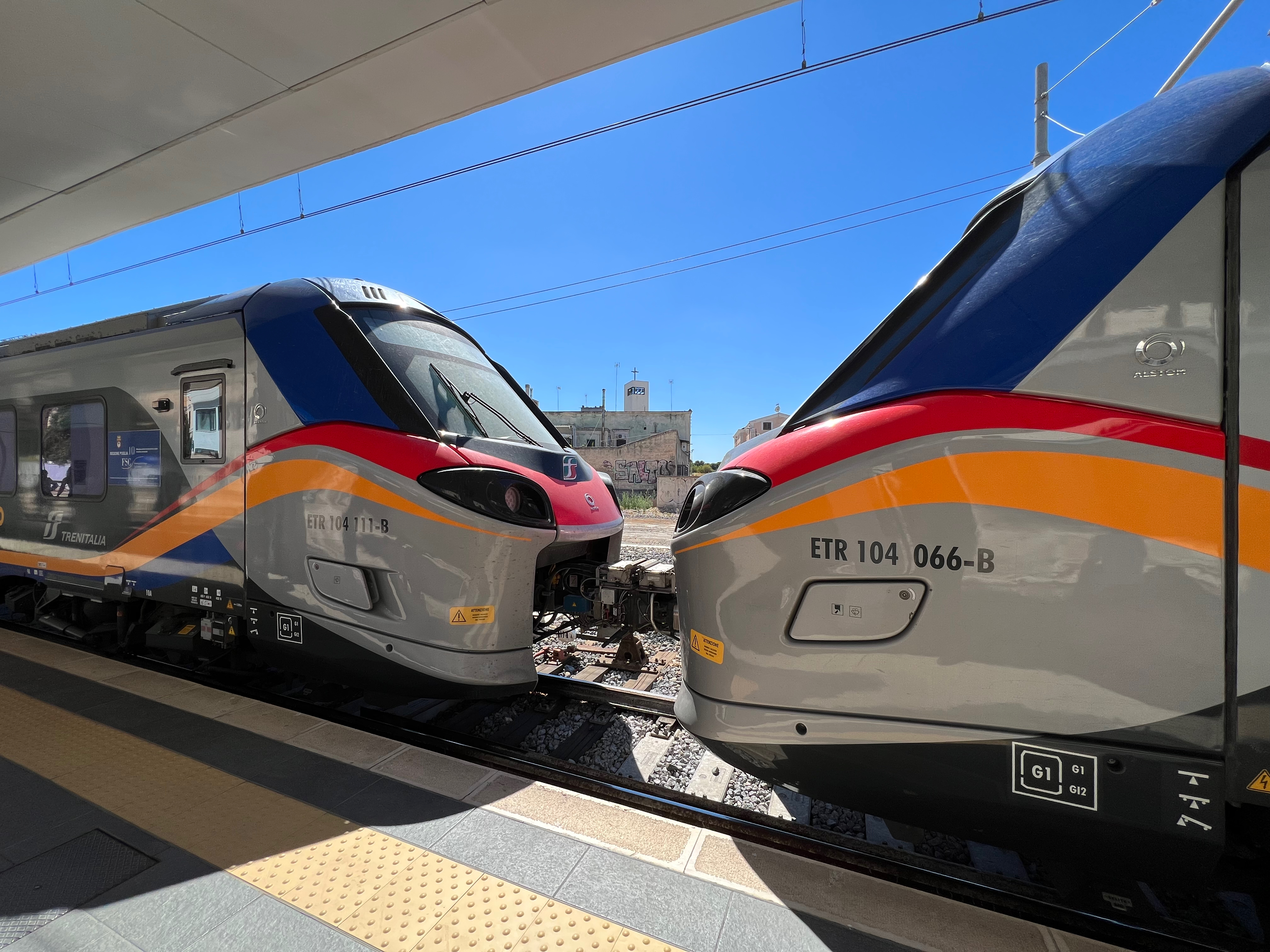
L'ETR.104.111 e l'ETR.104.066 in composizione doppia, alla stazione di Trani.
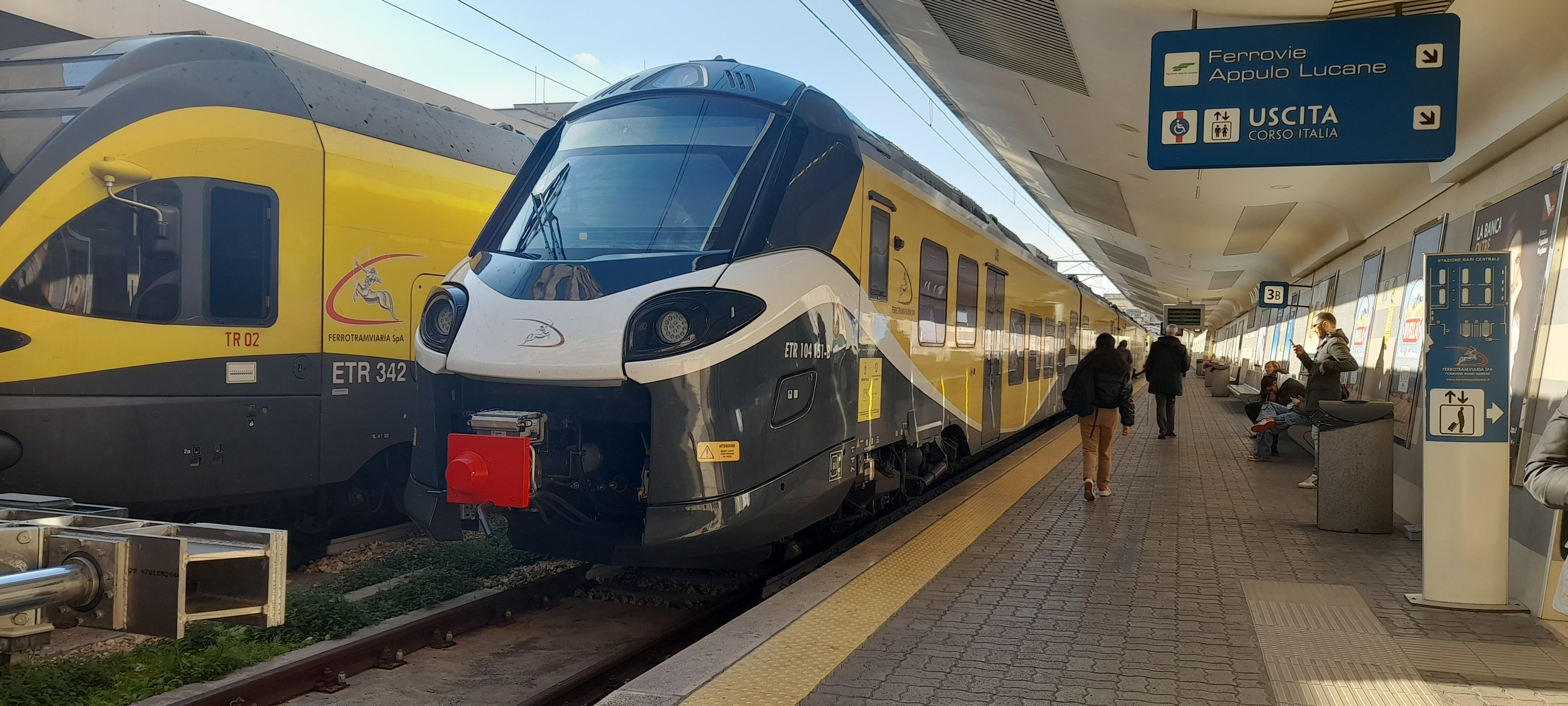
Alstom Pop di Ferrotramviaria con la sua unica livrea, stazionato a Bari Centrale
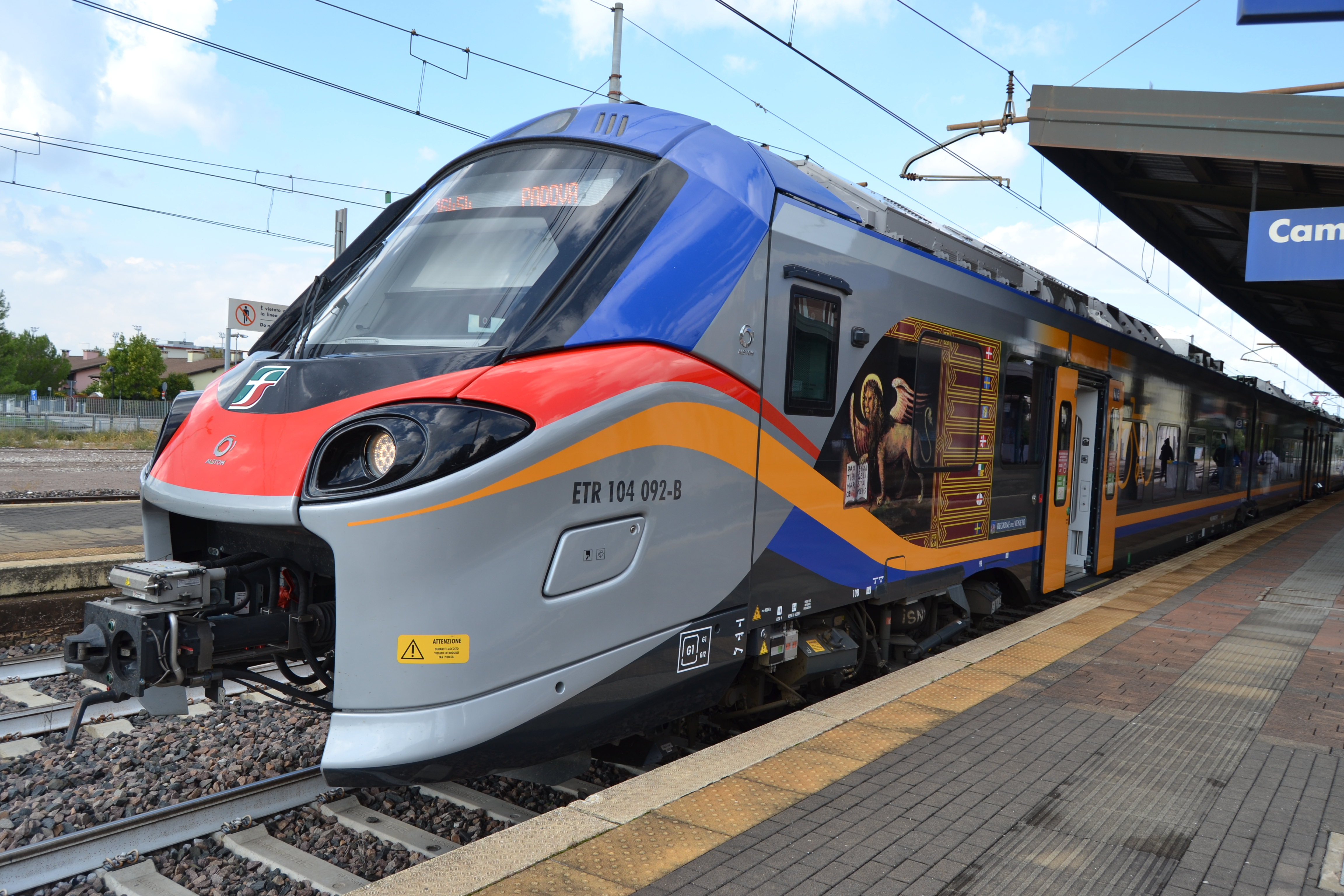
L'ETR.104.092 in fermata presso la stazione di Camposampiero.
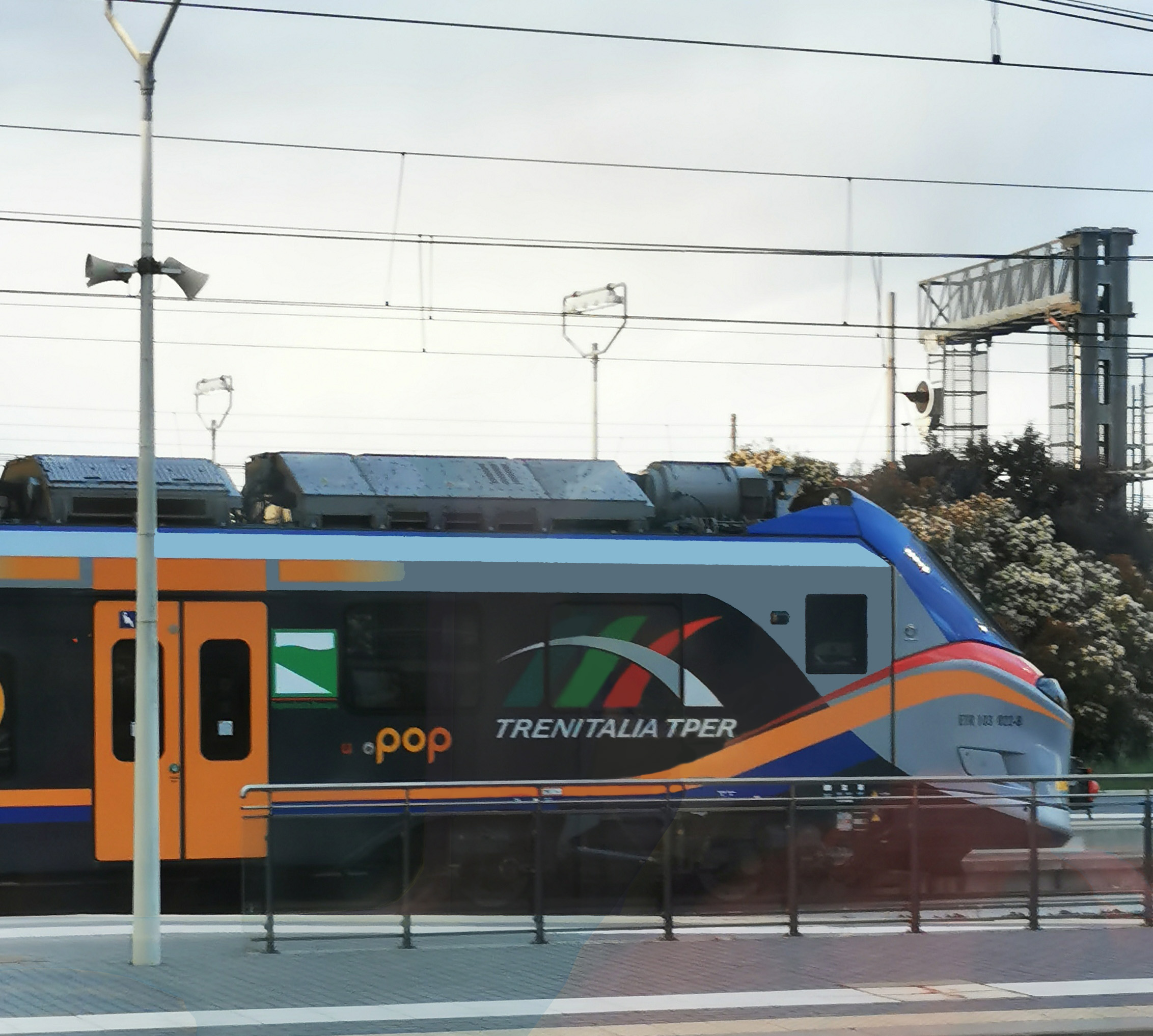
L'ETR.103.022 di Trenitalia Tper.
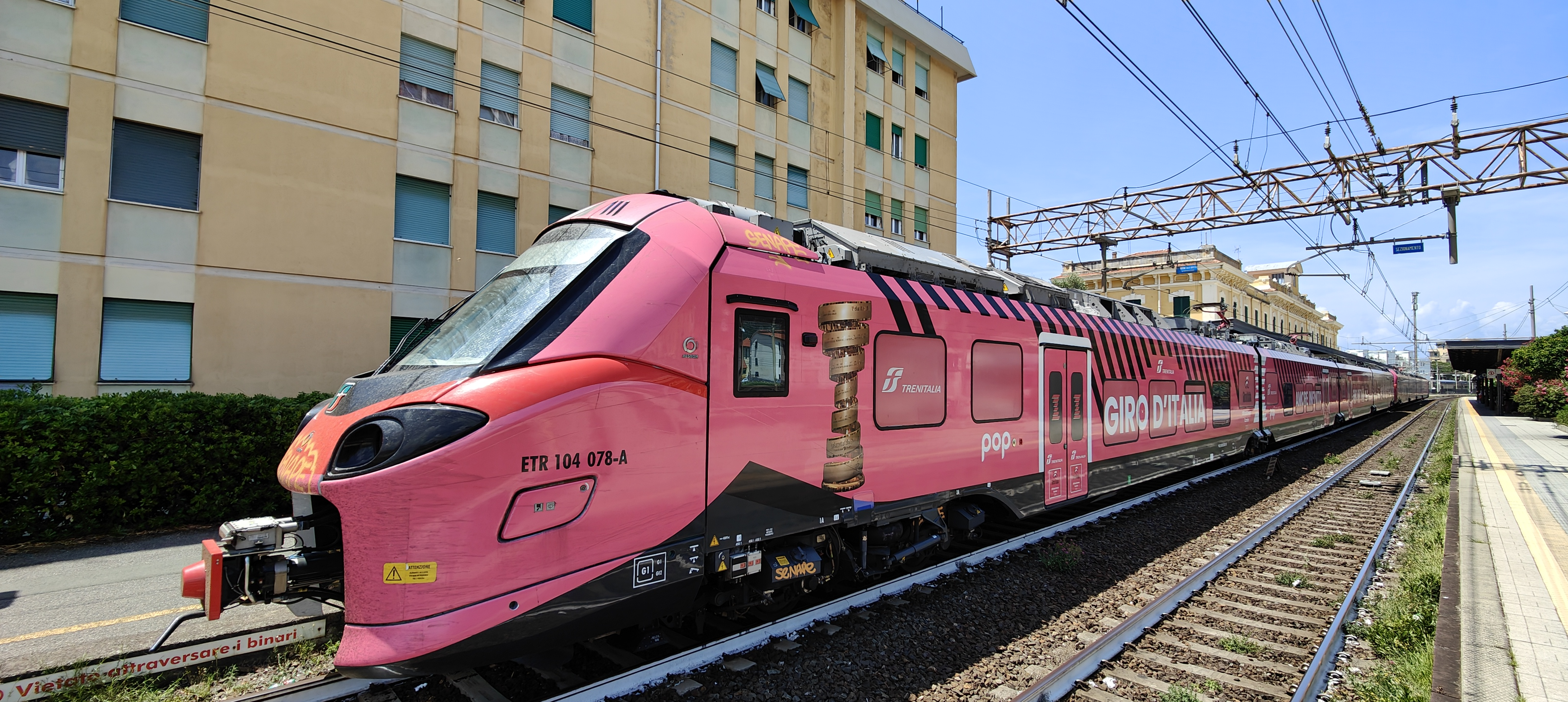
L'ETR.104.078 con la livrea dedicata al Giro d'Italia in sosta alla stazione di Sestri Levante.
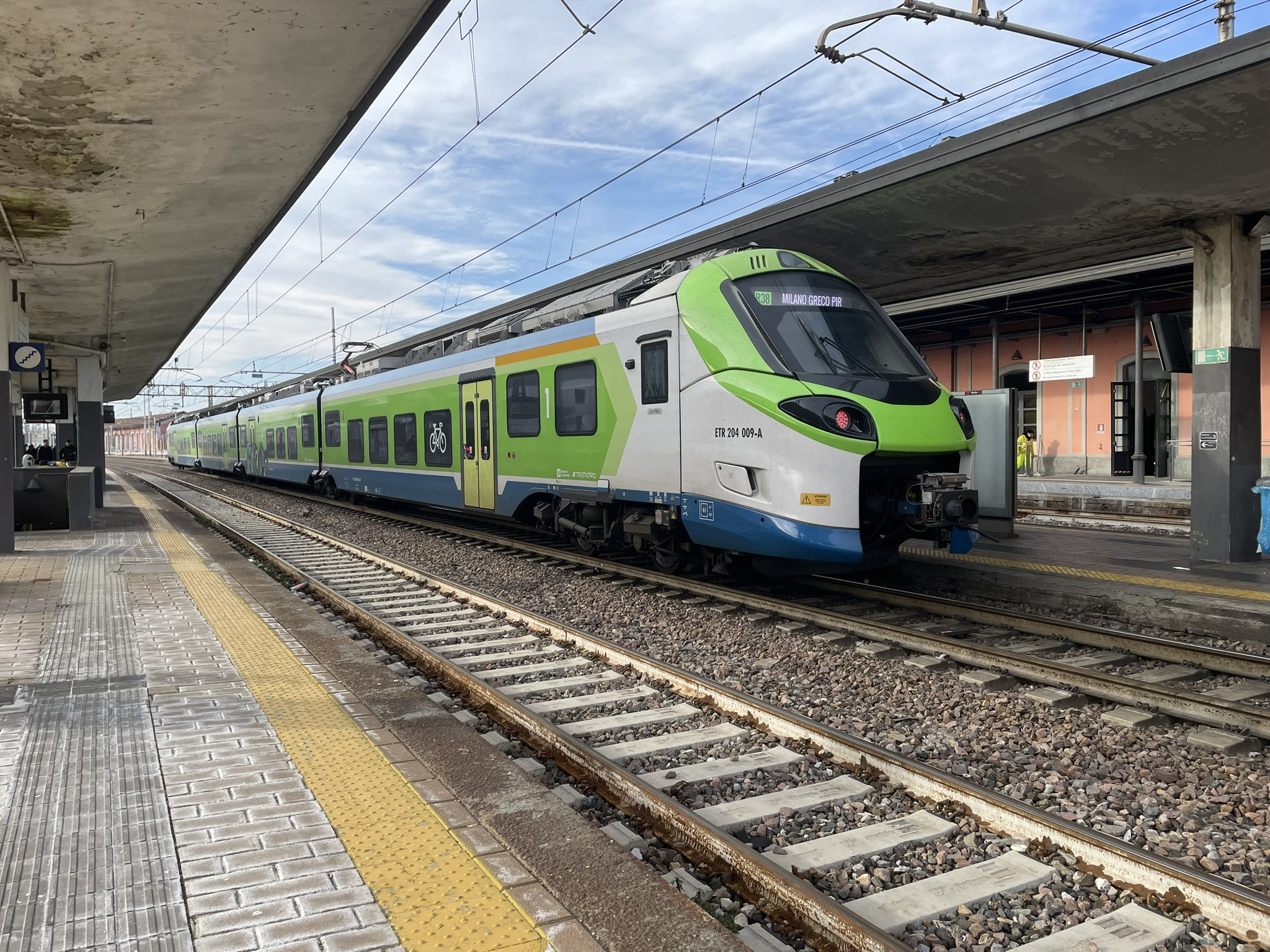
L'ETR.204.009 di Trenord in fermata presso la stazione di Lodi.
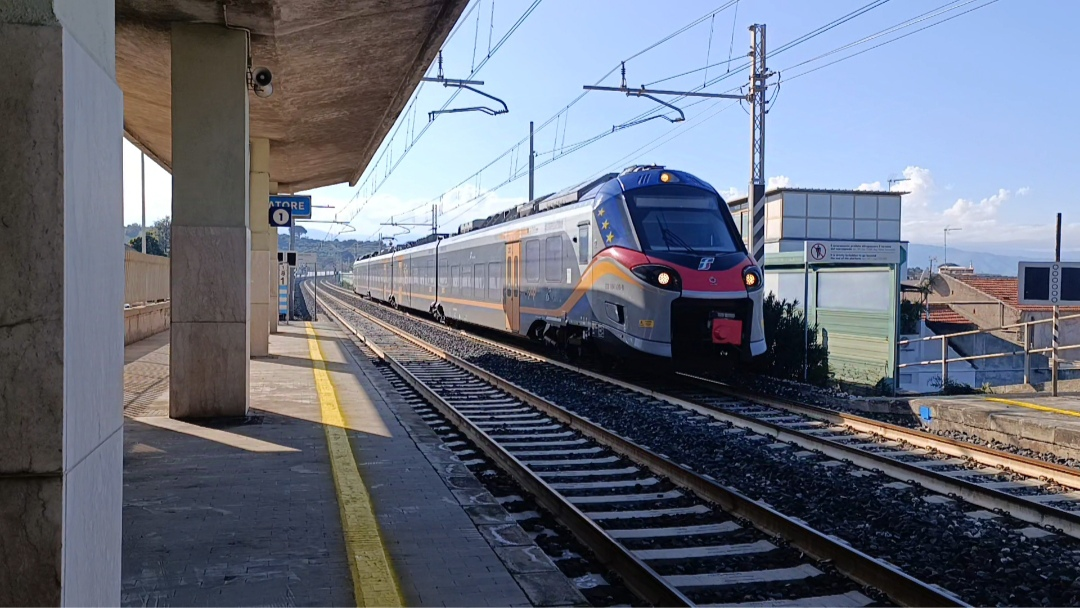
L'ETR 104.100 in arrivo alla stazione di Terme Vigliatore.
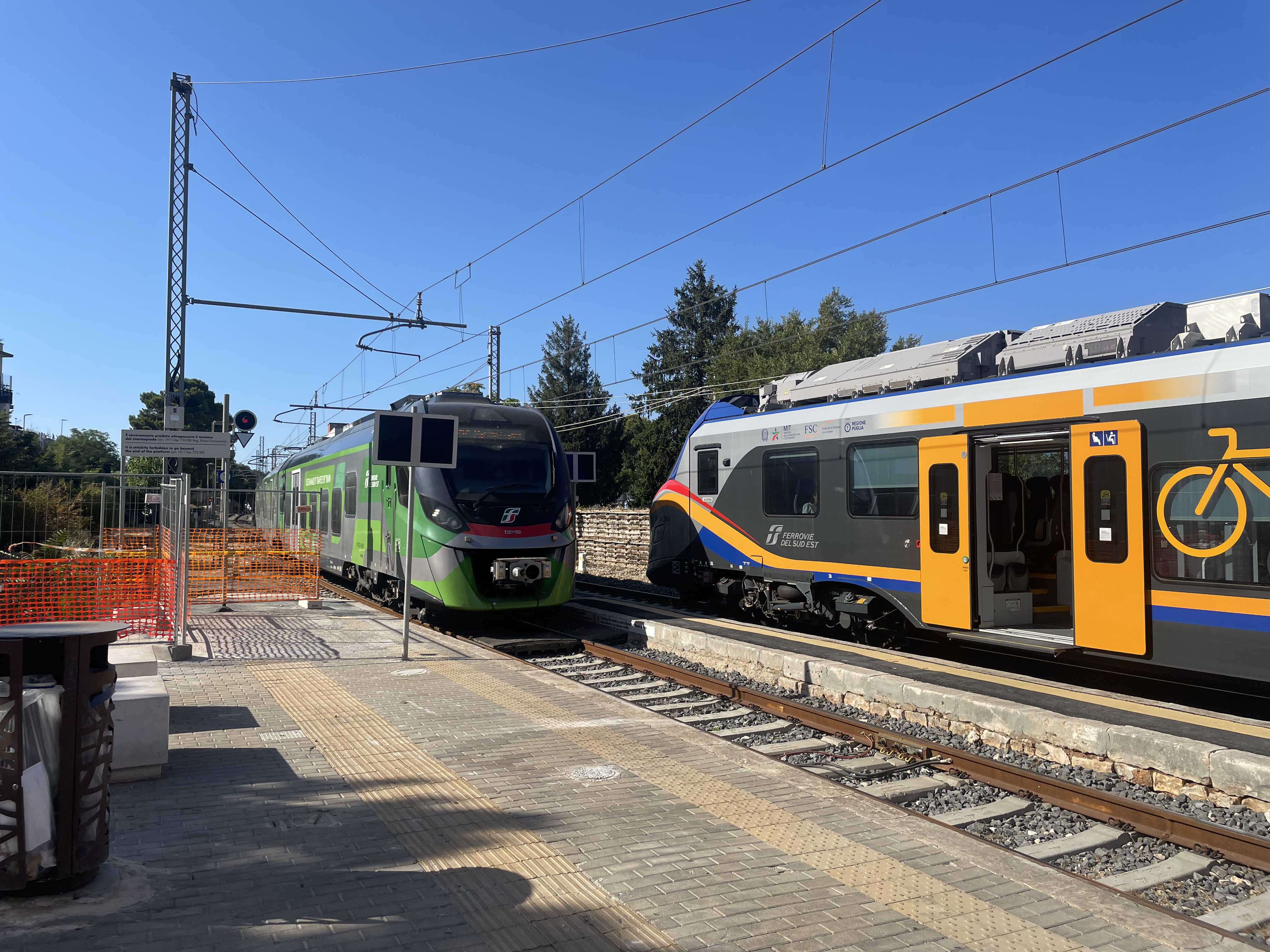
L'ETR 104.225 di Ferrovie del Sud Est presso la stazione di Alberobello durante l'incrocio con un ETR 322.